# Dungeness
Dungeness je mys v Anglii. Nachází se u města Lydd v hrabství Kent a jeho břehy omývá Calaiská úžina.
Pobřeží lemuje oblázková pláž. Pro relativně teplé a suché podnebí a nedostatek vegetace je Dungeness označován za jedinou britskou poušť. Královská společnost pro ochranu ptactva na mysu zřídila rezervaci s observatoří. Ve vnitrozemí leží bažinatá oblast Romney Marsh. Byl zde vysazen čmelák pruhovaný, který již v Anglii z volné přírody vymizel. Nedaleko se nachází Letiště Londýn Ashford založené v roce 1954 a rozšířené v roce 2014 navzdory protestům ochránců přírody.
V roce 1652 zde proběhla námořní bitva u Dungenessu mezi anglickým a nizozemským loďstvem. Dungenesský maják byl postaven v sedmnáctém století, stará věž z roku 1904 je turistickou atrakcí a v roku 1961 byla postavena nová. V roce 1965 byla na mysu založena Jaderná elektrárna Dungeness. Nachází se zde také bývalá vojenská základna RAF Denge s betonovými akustickými zrcadly. Za druhé světové války zde proběhla Operace Pluto, při níž byl položen podmořský ropovod spojující Anglii s Francií. U Dungenessu se nachází zastávka železnice Romney, Hythe and Dymchurch Railway. K místním pozoruhodnostem patří i dům Prospect Cottage, kde žil filmový režisér Derek Jarman, který zde natočil film Zahrada. Mys se objevil také v seriálech Případy inspektora Lynleyho a Foylova válka.
V dubnu 2022 zde byl při těžbě štěrku firmou Cemex objeven lodní vrak z období Tudorovců.